# Maple

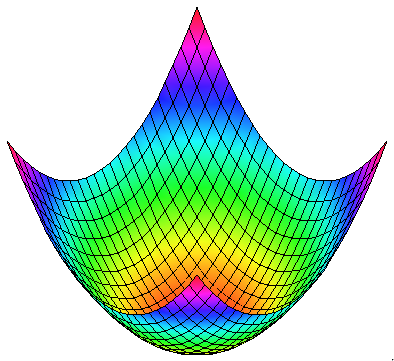
Een plot van de functie x² + y²

Maple is een computerprogramma dat geschikt is voor computeralgebra. Het wordt gemaakt door Waterloo Maple, een Canadese firma in Waterloo, Ontario. Vandaar dat het esdoornblad, in het Engels "maple leaf", het logo van het programma is. 
Het speciale aan symbolische software, is dat het programma bij het berekenen van integralen bijvoorbeeld op zoek gaat naar de primitieve functie. Andere software zou twee grenzen opvragen en dan via numerieke benaderingen een getal berekenen. 

## Commando's
- diff( , ): Hiermee wordt de afgeleide van een functie berekend, waarbij er na de komma de naam van de onbekende staat.

vb. diff(sin(x), x);
- plot( ): Hiermee kunnen functies getekend worden. De grenzen van x en/of y aangeven is ook mogelijk.

vb. plot(sin(x)*exp(x), x=a..b, y=c..d, color=blue);
- display( ): Dit commando kan worden gebruikt om meerdere functies op dezelfde grafiek te plotten. Hiervoor dient men eerst de figuren te declareren en with(plots) op te roepen.

vb. with(plots): display({fig[1], fig[2]});
- evalf( ): Hiermee wordt een decimale benadering gemaakt.

vb. evalf(sin(1));
- fsolve( , ): Hiermee kan de gebruiker de numerieke oplossing van een vergelijking vinden. Na de komma komt de naam van de variabele.

vb. fsolve(exp(x) - sin(x), x);
- restart: Hiermee worden de voorgaande gedeclareerde maple-variabelen gewist.
- subs( , ): Hiermee wordt een waarde gesubstitueerd in een veranderlijke.

vb. subs(x=3, f(x));